# Jazmín Hiaya

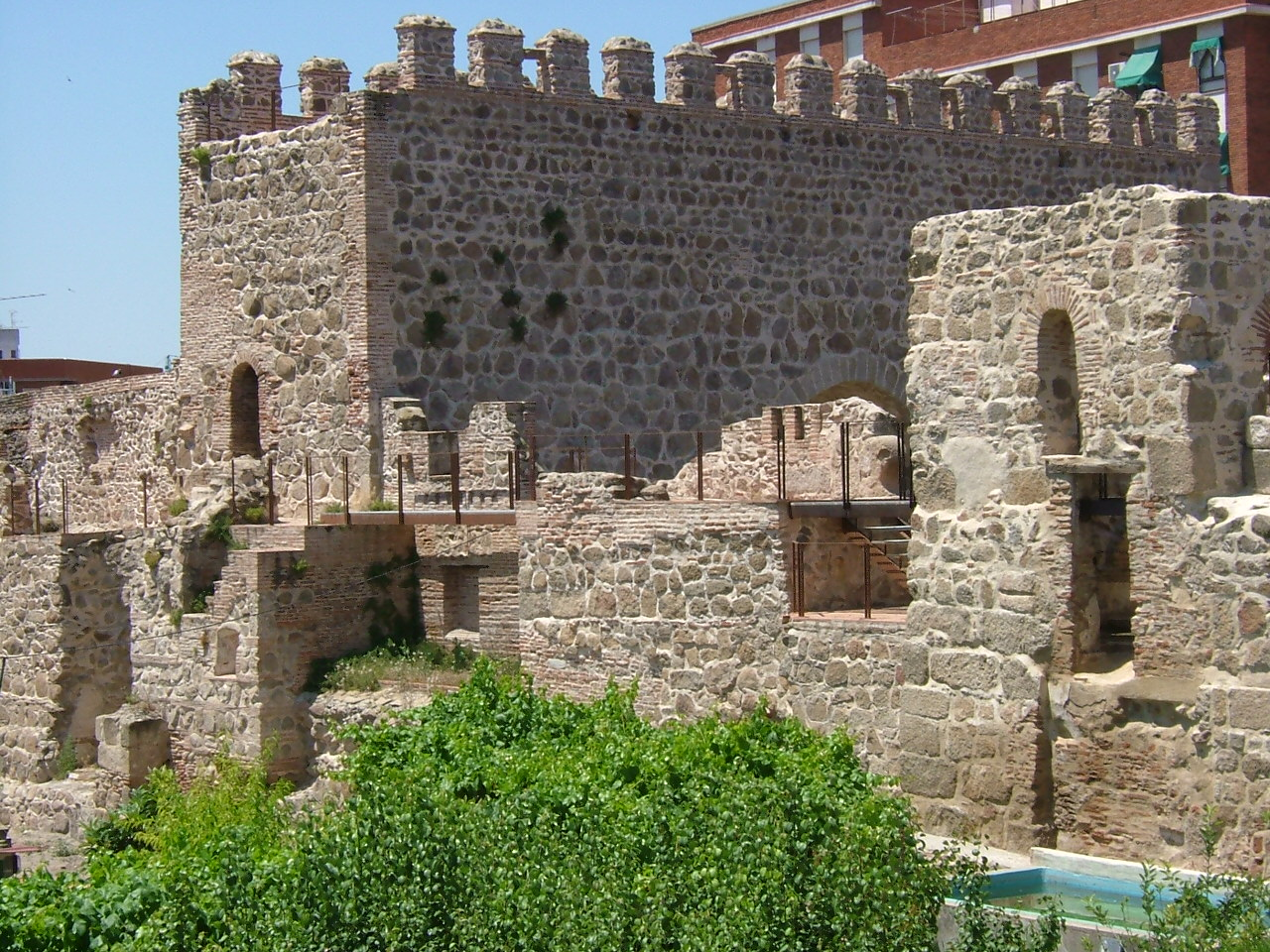
Restos del alcázar de Abderramán III en Talavera de la Reina

Jazmín Hiaya (finales del siglo X a tercera década del siglo XI) del árabe جازمين حيية fue el único rey y gobernador militar árabe conocido de la taifa de Talavera de la Reina.
Probablemente perteneciente a alguna tribu almohade de origen magrebí. Jazmín Hiaya fue gobernador militar y rey de la taifa de Talavera de la Reina, (Medina al Talabira) en España, a comienzos del siglo XI d. C. Es conocido a través de la leyenda según la cual, desde niño había estado prometido a la princesa Aixa Galiana, sobrina de Al-Qadir, último rey moro de Toledo antes de la reconquista de Alfonso VI. Esta bella mujer fue enviada por su tío a la ciudad de Ávila donde fue cristianizada, recibiendo el nombre de Urraca y casada con el joven Nalvillos Blázquez de la estirpe de los Dávila de los que luego surgiría D. Álvaro de Luna. El rey Jazmín Hiaya emprendió una visita de negocios a Ávila, en la que fue a entregar el precio de unas tierras a la familia Blázquez,  el Rey Jazmín Hiaya, se reencontró con su antigua prometida y ambos se establecieron una relación afectiva. Aprovechando la ausencia de Nalvillos Blázquez, quien se encontraba en el Villar del Pedroso,Cáceres,  ambos amantes huyeron juntos a Talavera de la Reina donde inmediatamente se casaron el la alcazaba de la ciudad.
Al regreso de Nalvillos Blázquez a Ávila, descubriendo que había sido traicionado por su esposa, tomó trescientos escuderos y se dirigió hacia el alfoz talaverano, allí asedió la ciudad apresando al rey y la reina y los ajustició en el paraje conocido como la Alcoba cerca de Talavera la Nueva. Otras versiones cuentan que la reina Aixa Galiana, temiendo por su vida traicionó al rey y regresó con Nalvillos Blázquez.